# Regenboog (zeilboot)
De Regenboog is een klassieke, houten zeilboot.
Het model is in 1917 ontworpen door G. de Vries Lentsch jr. als gevolg van een prijsvraag, uitgeschreven door de K.V.N.W.V. (voorloper van de K.N.W.V.).

## Zeilnummer 56
De Regenboog met zeilnummer 56 stamt uit 1931. De boot draagt de naam Oranje, en is geheel gerestaureerd door de Regenboogclub. Daarna is zij aan Prins Willem Alexander en Prinses Máxima als huwelijkscadeau gegeven.

## Kampioen
Hoogtepunten voor de Regenboogzeilers zijn de jaarlijks terugkerende Kaagweek in juli en Sneekweek in augustus. Meestal wordt eind augustus het Nederlands Kampioenschap verzeild.

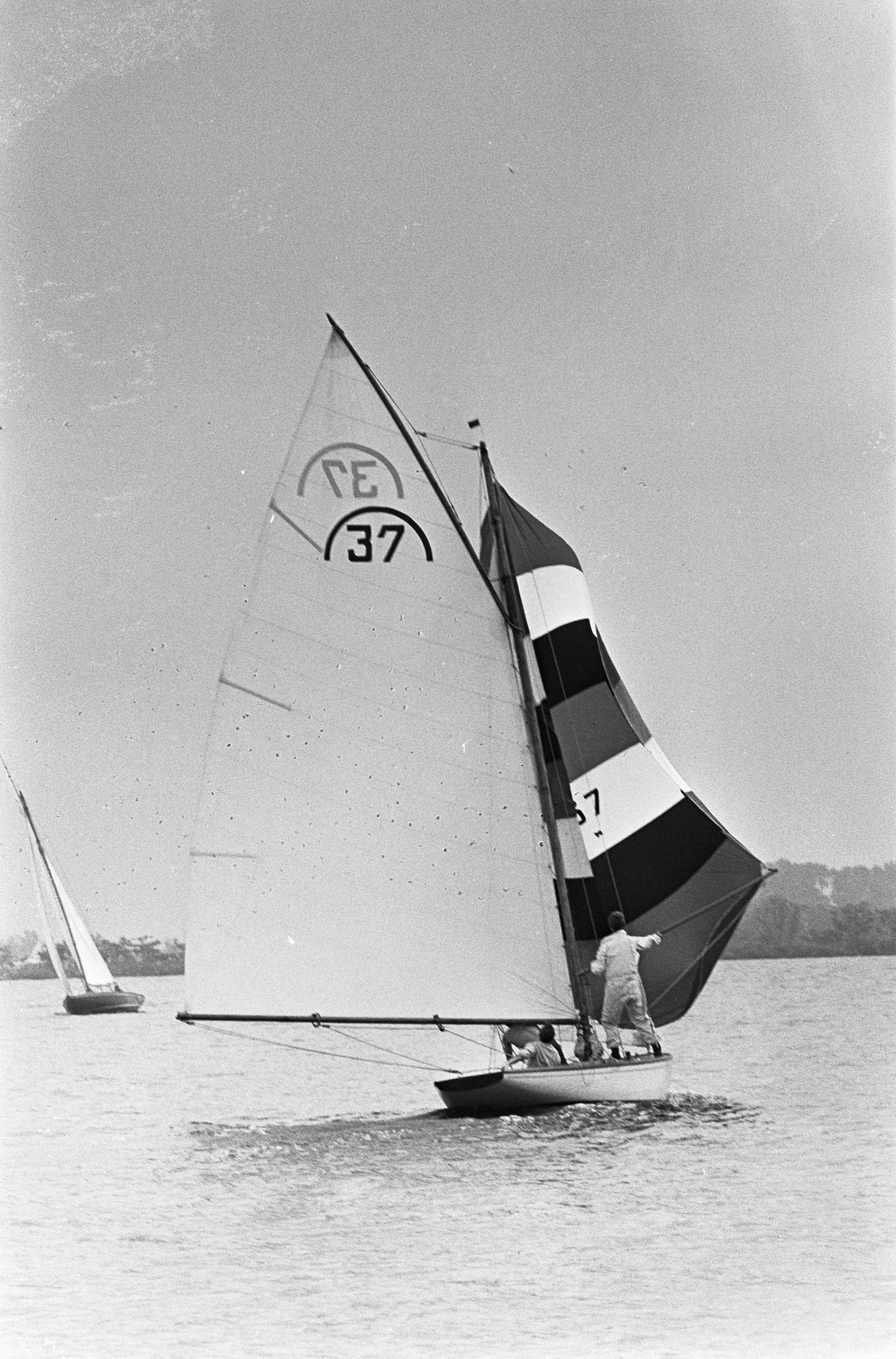
Regenboog 37 (Kaagweek 1965)

Winnaars zeilnummer (stuurman):
| Jaar | Kaagweek               | Sneekweek               | Ned. Kampioenschap      |
| ---- | ---------------------- | ----------------------- | ----------------------- |
| 2017 | 38 (Douwe Zwart)       | 37 (Peter Schuil)       | 100 (Arjen Snoekc)      |
| 2016 | 149 (Matthieu Moerman) | 7 (Peter Hoogendam)     | 149 (Peter Peet)        |
| 2015 | 140 (Eric Kampschreur) | 149 (Peter Peet)        | 143 (Mark Neeleman)     |
| 2014 | 140 (Eric Kampschreur) | 7 (Peter Hoogendam)     | 149 (Peter Peet)        |
| 2013 | 149 (Peter Peet)       | 149 (Peter Peet)        | 149 (Peter Peet)        |
| 2012 | 149 (Peter Peet)       | 156 (Cees Nater)        | 149 (Peter Peet)        |
| 2011 | 149 (Peter Peet)       | 145 (Willem Nico Potma) | 143 (Mark Neeleman)     |
| 2010 | 114 (Marc Blees)       | 149 (Peter Peet)        | 149 (Peter Peet)        |
| 2009 | 149 (Peter Peet)       | 130 (Harry Amsterdam)   | 145 (Willem Nico Potma) |
| 2008 | 84 (Peter Peet)        | 18 (Maurice Schonk)     | 87 (Peter Bijlard)      |
| 2007 | 22 (Peter Peet)        | 20 (Jilko Andringa)     | 144 (Mark Neeleman)     |
| 2006 | 17 (Marc Blees)        | 17 (Henk Bergsma)       | 18 (Maurice Schonk)     |

## Regenboogclub
- De Regenboogclub is de Klasse Organisatie van de Regenboog.
- In het verleden waren enkele schepen absoluut sneller dan de andere Regenbogen. Er wordt nu gewerkt aan een eenheid in maat en gewicht, zodat het weer aankomt op het zeilen en er meer kanshebbers zijn op een overwinning.
- In 2007 werd Henk Bergsma voorzitter van de Regenboogclub, die toen 90 jaar bestond. Er waren toen 72 boten. Bergsma hoopte het eeuwfeest met 100 boten te kunnen vieren.[bron?]
- In 2008 werden negen nieuwe Regenbogen gebouwd, o.a. door Leo Hartman, Peter Kempeneers, Guus de Groot en Maarten Morsman. De meeste werden gebouwd op scheepswerf Vial in Rotterdam. Ook werden oude schepen gerestaureerd. Dit deed o.a. Peter Hoogendam met nummer 7 en Marc Blees met nummer 114.[bron?]

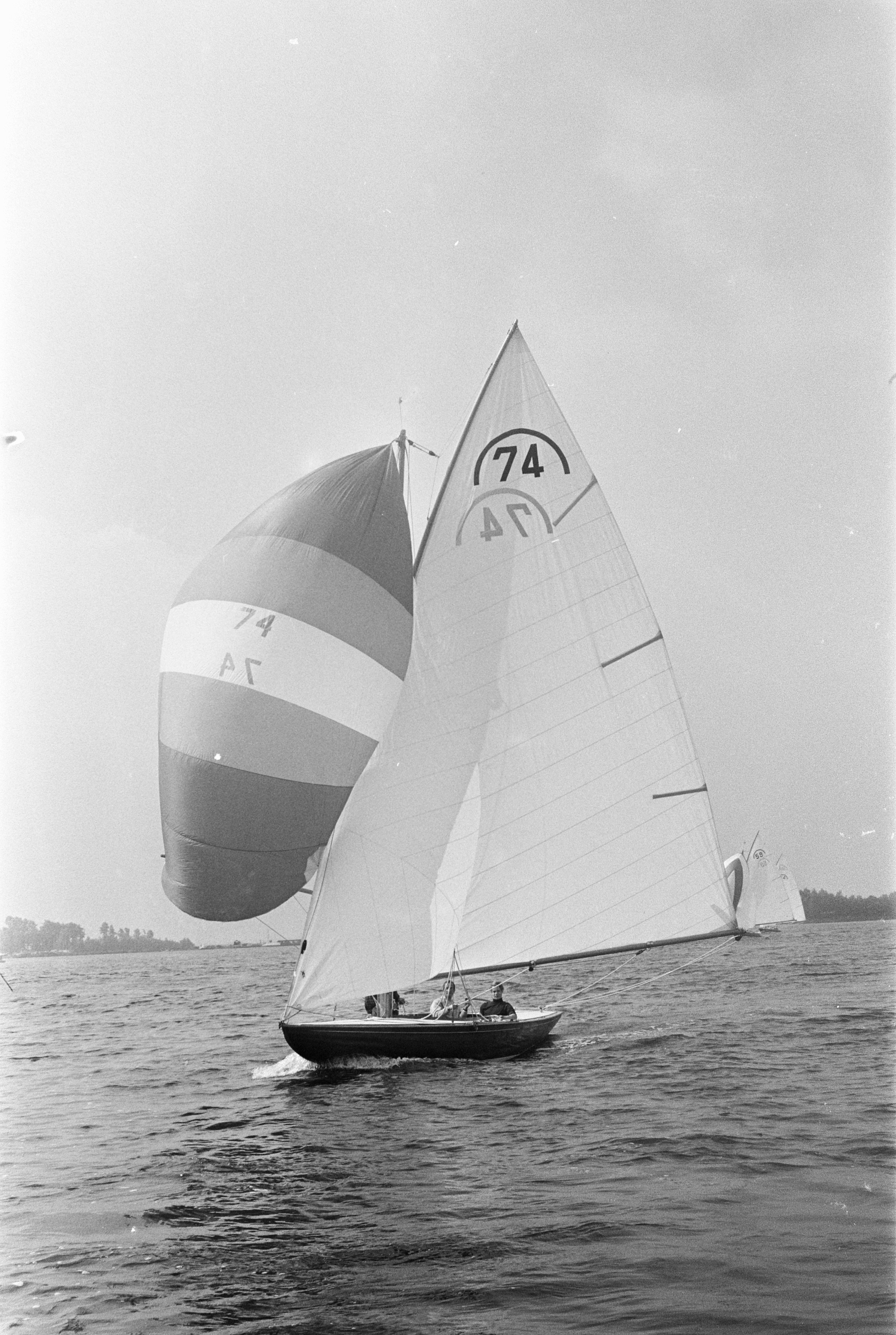
Regenboog 74 (1968)
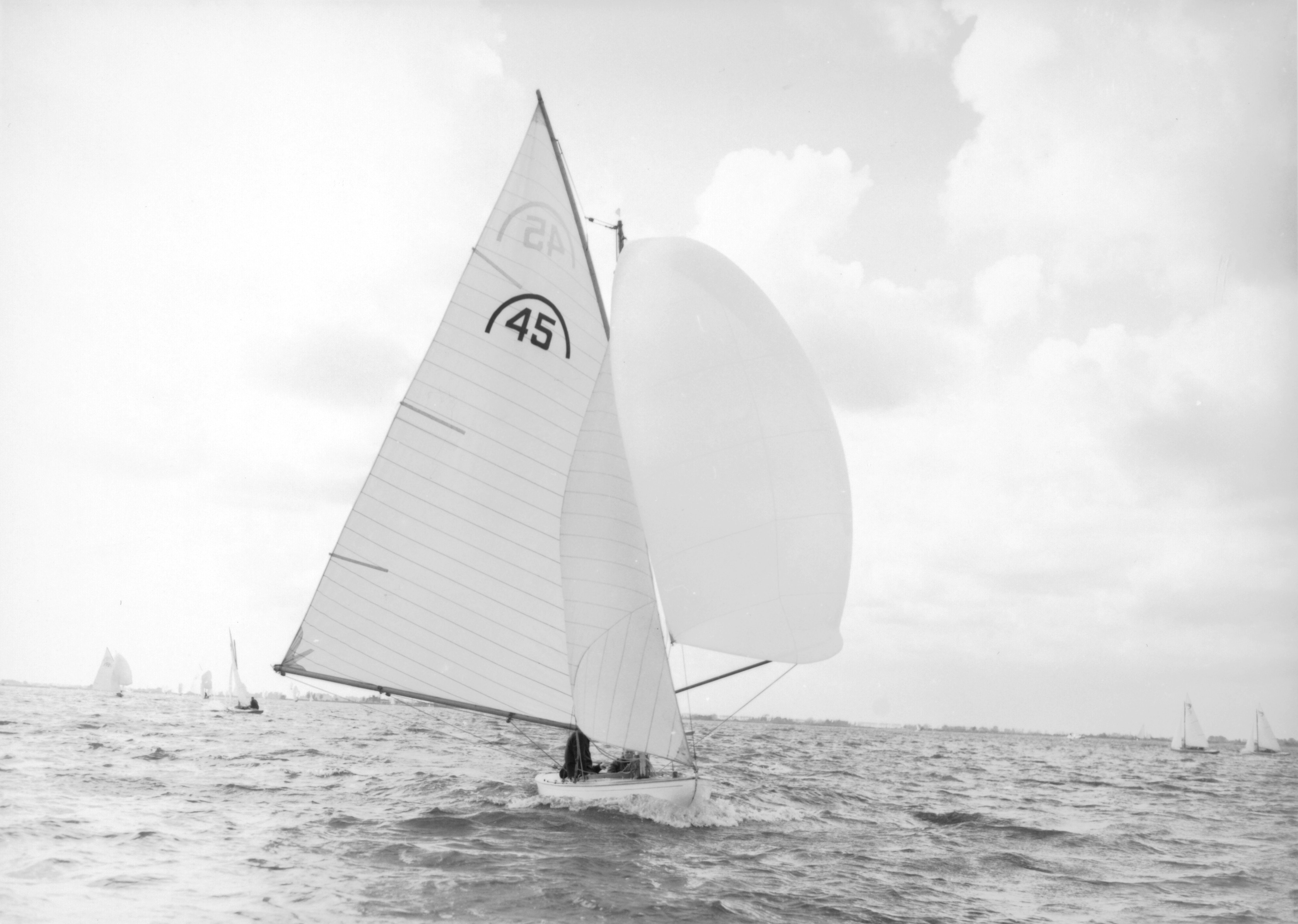
Regenboog 45 (1956)
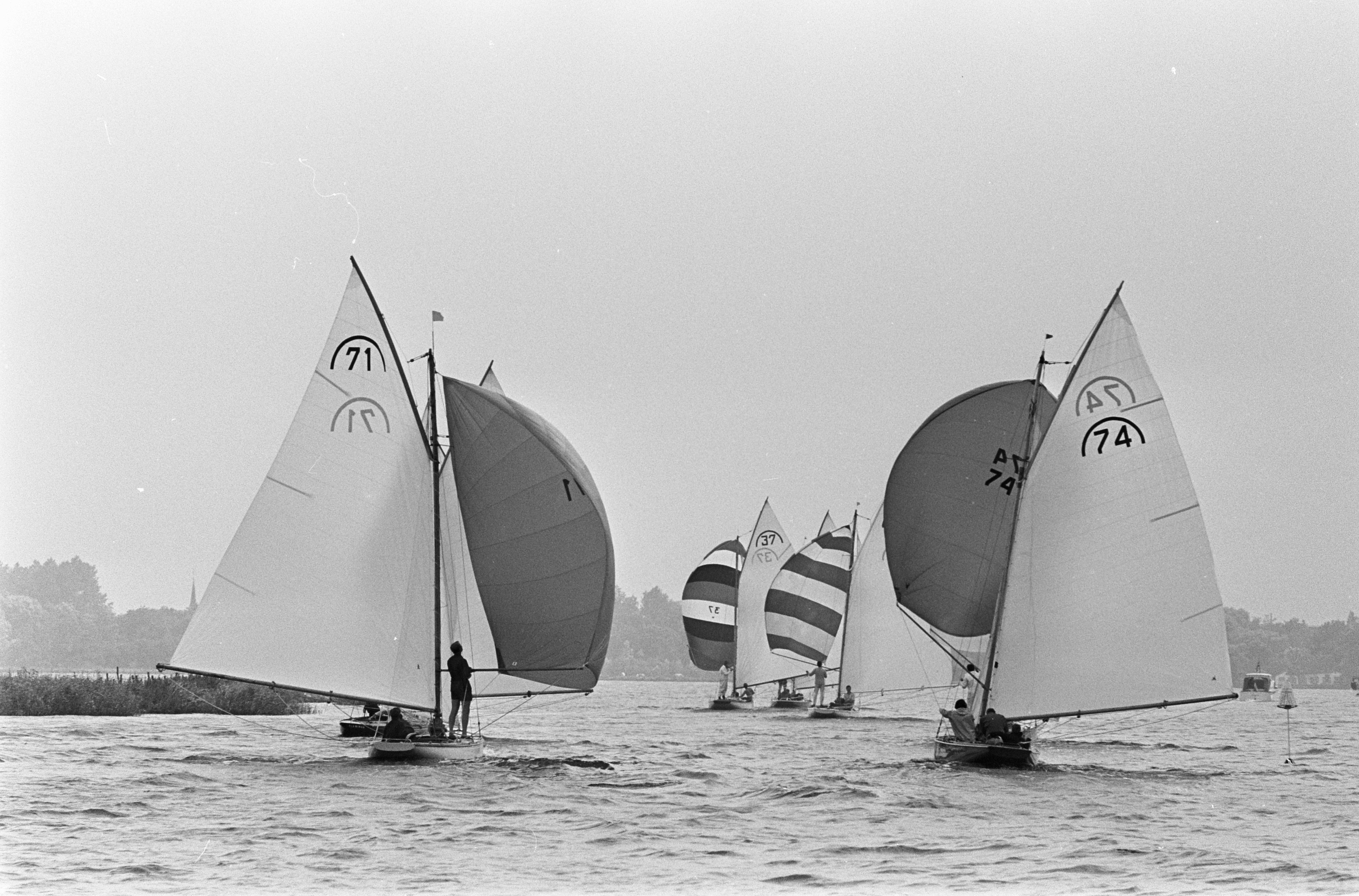
Kaagweek 1965